# 赤もみじ
赤もみじ（あかもみじ）は、かつてマセキ芸能社で活動していた日本のお笑いコンビ。2016年5月18日結成。2022年9月17日よりコンビ活動を休止し、同年11月20日出演のライブを以て解散する事が発表された。

## メンバー
村田 大樹（むらた だいき、1994年10月5日 ｰ ）（30歳）
ボケ担当、立ち位置は向かって左。
岡山県赤磐市出身、大阪府立大塚高等学校卒業。身長177cm、体重78kg。母子家庭の長男。
大阪で学生時代からフリーの芸人として活動していた。ピン芸人「村田大鬼」として、人を殺しまくる川柳を詠む「残虐川柳」というネタを披露していた。その後上京するも、アルバイトで貯めた養成所の入学費用をギャンブルで使い切る。
解散後は元・衝撃デリバリーのかつやまとコンビ「とんかつ街道」を結成。2024年3月にコンビ名を「ド桜」に変更し、吉本興業に所属した。

阪田ベーカリー（さかたべーかりー、1995年12月26日 ｰ ）（29歳）
ツッコミ担当、立ち位置は向かって右。
本名は、阪田 篤志（さかた あつし）。
大阪府泉佐野市出身、大阪商業大学堺高等学校卒業。身長172cm、体重60kg、血液型A型。
高校時代に、ハイスクールマンザイで準決勝に進出した経験がある。高校卒業後、当時の相方が「東京に行きたい」と言ったことをきっかけに上京し、NSC東京校に入学。その後、1年のみ吉本興業に所属、コンビ「パスタ」を結成し活動していた。
趣味はパン作りで、自主ライブでパンを配り、パンに関するトークライブを開催している。ベーカリーという芸名は、マネージャーの勧めによる。

## 概略
お互いにハイスクールマンザイに出場しており、村田が高校3年生、阪田が2年生のときに知り合う（霜降り明星の2期下）。当初は顔見知り程度の関係だった。
コンビを解散した村田が阪田を食事に誘い、阪田が村田を勧誘し2016年5月18日にコンビを結成した。当初はフリーで活動し、マセキ芸能社のオーディションライブを受けるようになった。2018年6月よりマセキユース所属。コンビ名は、同じアルバイト先の木田（ガクヅケ）の提案。他の案として「炎の武蔵」があった。
2019年と2021年のM-1グランプリで準々決勝へ進出し、2021年の第42回ABCお笑いグランプリでは決勝へと進出した。
2022年9月17日のライブをもって活動を休止していたが、同年11月20日に開催されたライブにて解散する事が発表された。しかし、「今後コンビでのライブ出演は無い」とされている一方で「（以降の）活動期間に関しては未定」とも記載されており、具体的な解散日時が言及されていない状態となっている。
解散後は両者ともにマセキ芸能社を退社となった。

## 芸風
村田が気に入らないことについて、執拗に大声を張り上げて責めていく漫才が特徴。村田がちょっと頭の片隅に浮かんだ本心を過度に言うことをイメージしている。ネタは2人で話しながら紙に書いて作る。
結成当初は、おぎやはぎのようなぼそっと一言で笑わせる漫才に憧れていた。しかし、小さい声を出すのがストレスで何も楽しくなくなってしまった為、結成から半年で、大声を張り上げる漫才に変更した。芸風とは裏腹に普段の村田は温厚で怒らないという。

## 出囃子
- 光吉猛修 ｰ 『愛がたりないぜ』

## 賞レースでの戦績
- 2016年 Ⅿｰ1グランプリ ｰ 1回戦敗退[13]
- 2017年 Ⅿｰ1グランプリ ｰ 1回戦敗退[14]
- 2018年 Ⅿｰ1グランプリ ｰ 2回戦進出[15]
- 2019年 Ⅿｰ1グランプリ ｰ 準々決勝進出[16]
- 2020年 第41回ABCお笑いグランプリ - 最終予選進出[17]
- 2020年 M-1グランプリ - 2回戦進出[18]
- 2021年 第42回ABCお笑いグランプリ - 決勝進出
- 2021年 M-1グランプリ - 準々決勝進出[19]

## 出演

### テレビ
- ネタパレ（フジテレビ、2019年12月5日）ｰ 全国放送初出演[20]
- エージェントWEST!（ABCテレビ、2019年12月21日）
- ヒルナンデス!（日本テレビ、2019年12月23日）[21]
- 勇者ああああ〜ゲーム知識ゼロでもなんとなく見られるゲーム番組〜（テレビ東京、2020年1月10日）
- 爆笑問題のシンパイ賞!!（テレビ朝日、2020年7月25日）
- ゴッドタン（テレビ東京、2020年8月8日）
- そろそろ にちようチャップリン（テレビ東京、2020年9月19日）
- おじさん爆弾（テレ朝チャンネル）- 2020年12月23日「お笑い第8世代を探せ!O-1グランプリ2020」出演[22]
- 女の揉めごとお笑いバトルいざこざの花園（フジテレビ、2021年4月7日）
- ウチのガヤがすみません!（日本テレビ、2021年5月18日）
- なるみ・岡村の過ぎるTV（朝日放送テレビ、2021年5月31日）
- キャラダチミュージアム〜MoCA〜（フジテレビ、2021年6月21日、2021年8月22日、2022年2月20日、2022年3月27日）-「ゲイニン インスタレーション」コーナー
- ビートたけしの公開！お笑いオーディション（テレビ東京、2021年12月26日）
- ラランド有象無象SHOW（テレビ神奈川、2022年3月12日）
- オンエア決めろ！ー笑武ー（BSJapanext、2022年5月24日）

### ラジオ
- 三四郎のオールナイトニッポン年越し初笑いSP 2019→2020 （ニッポン放送、2019年12月31日・2020年1月1日[23]）
- 赤もみじのオールナイトニッポン0（ZERO）（ニッポン放送、2020年1月25日[24]）
  - 「三四郎のオールナイトニッポン 年越し初笑いSP」で出演者[25]の中から「最もハネた演者」に選ばれ、でパーソナリティを務める権利を獲得した
- 赤もみじの借金パンラジオ（GERA放送局、毎週金曜日20時）
- まつきりなのこじらせラジオ（渋谷クロスFM、2021年3月14日）
- 三四郎のオールナイトニッポン0（ZERO）(ニッポン放送、2021年8月6日・2021年9月10日・2022年8月5日) - 村田のみ

### ネットラジオ
- 芸人Boom!Boom!赤もみじのGeneral Audience（stand.fm、毎週木曜日23時放送）

### WEB番組
- 「マセキゲームズ（仮）」（YouTube）ｰ 阪田のみ
- シモネタGP2018（AbemaTV）
- ヒロミ・指原の”恋のお世話始めました”（AbemaTV）-村田のみ
- 白キャン応援委員会（Youtube）

### ライブ
- マセキライブ「パンキッシュガーデン ライラックブルー」（バティオスwith藤崎翔）
- ACQUA（毎月月末、中野440スタジオ → 新宿ブリーカー）ｰ 同時期にマセキ芸能社のオーディションを受けていたフェー、春とヒコーキとのユニットライブ
- メニーフラワーズ（毎月、新宿バッシュ!!）ｰ　春とヒコーキ、サスペンダーズとのユニットライブ
- チカミチダイブ　ｰ　ラランド、銀兵衛、令和ロマン、オッパショ石、リンダカラーとのユニットライブ
- KｰPROお笑いライブ
- マイナビ Laughter Night オンエア争奪LIVE